# Stille (2013)
Stille ist ein Filmdrama von Xaver Schwarzenberger aus dem Jahr 2013 mit Jan Fedder in der Hauptrolle. Das Drehbuch entstammt der Feder von Christian Jeltsch, der Autor ist der britische Schriftsteller Tim Parks.

## Handlung
Harry, von Beruf Journalist, wagt ein heikles Interview mit einem Banker. Das Interview enthüllt einen Skandal, erfährt hohe Einschaltquoten und katapultiert Harry auf den Höhepunkt seiner Karriere. Parallel dazu veröffentlicht sein Sohn Alex einen Roman, in dem er seinen Vater mit den Attributen gierig, geil und geltungssüchtig versieht. 
Dieser Zustand ist für Harry nicht tragbar, er zieht sich aus der Öffentlichkeit zurück, die ihm bis dahin seine Existenzgrundlage bot. Auch entfernt er sich von seiner Lebensgefährtin Amanda, die er trotz gemeinsamer Kinder bis heute nicht geheiratet hat. Obwohl er sie in der Vergangenheit mehrmals betrogen hat, wollte er sie dennoch nicht verlassen.
Harry zieht sich in eine verlassene Hütte auf einem Berg zurück und muss dort lernen, dass ein Leben in Abgeschiedenheit und Einsamkeit noch nicht der Garant für innere Ruhe sind. Mit der ungewohnten Situation konfrontiert, kämpft er nicht nur gegen die Stille an, sondern versucht hier den Unfalltod seiner Tochter Angela zu verarbeiten. Ihm wird klar, dass er wohl nicht schuld war an ihrem Tod, aber sehr wohl für die Traurigkeit, die Angela zeitlebens umgab. 
Sein Sohn Alex bemerkt indessen, dass er seinen Vater teilweise falsch eingeschätzt hat und er selber immer mehr in genau das gleiche Fahrwasser gerät. Daraufhin fährt er zu ihm in die Berge und beide versöhnen sich zaghaft. Harry kommt am Ende zu der Erkenntnis, dass ihm seine Familie wichtiger ist als die Medien-Karriere in der Öffentlichkeit und ist ernsthaft gewillt Amanda jetzt endlich zu heiraten.

## Produktionsnotizen
Der Film hatte am 13. Februar 2013 in Deutschland seine Premiere im deutschen Fernsehen. Die Dreharbeiten erfolgten in Hamburg, Linz, Innsbruck und Lienz.

## Rezeption

### Einschaltquoten
Bei der Erstausstrahlung von Stille am 13. Februar 2013 wurde der Film von 4,96 Millionen Zuschauern gesehen, was einen Anteil von 15,3 Prozent entspricht.

### Kritiken
Rainer Tittelbach von tittelbach.tv bewerte diesen Film als „Ein egomanischer Talkshow-Moderator zieht die Reißleine. In der Einsamkeit der Alpen unterzieht sich der selbstgefällige Casanova einem Prozess der Selbstkasteiung. Eine gute Idee – aber nicht für einen Fernsehfilm. Das ambitionierte Projekt scheitert – auch an seinem Medium, das nur schwer mit Stille und Ein-Personen-Szenen umgehen kann. Die Splitter-Dramaturgie geht in ‚Stille‘ nicht auf. Reiz folgt auf Reiz; der These folgt die Antithese, eine Geschichte entsteht nicht. Und die Wahrheiten über die Mechanismen der Medien, die hier vermittelt werden, sind banal. Ein ehrenwerter Versuch, ein guter Fedder, mehr nicht!“

„Schlammschlacht um einen eitlen Medienstar. Beachtlich, wie Jan Fedder („Der Hafenpastor“) den Dreckskerl gibt und um seine Würde ringt. Regisseur Schwarzenberger („Clarissas Geheimnis“) hat die Vorlage als solides Fernsehspiel inszeniert.“